# Wahlkreis Niesky – Görlitz, Land I – Bautzen III
Der Wahlkreis Niesky – Görlitz, Land I – Bautzen III war ein Landtagswahlkreis zur Landtagswahl in Sachsen 1990, der ersten Landtagswahl nach der Wiedergründung des Landes Sachsen. Er hatte die Wahlkreisnummer 28.
Der Wahlkreis umfasste alle Städte und Gemeinden des damaligen Landkreises Niesky sowie Teile der Landkreise Bautzen und Görlitz-Land: Baruth, Biehain, Deschka, Diehsa, Drehsa, Ebersbach, Förstgen, Gebelzig, Girbigsdorf, Gröditz, Groß Krauscha, Groß Radisch, Guttau, Hähnichen, Horka, Jänkendorf, Jauernick-Buschbach, Kaltwasser, Kleinbautzen, Kleinsaubernitz, Klitten, Kodersdorf, Kollm, Königshain, Kosel, Kotitz, Kreba-Neudorf, Kunnersdorf, Kunnerwitz, Lodenau, Ludwigsdorf, Malschwitz, Maltitz, Markersdorf, Mücka, Mückenhain, Neusorge, Nieder-Neundorf, Nieder-Seifersdorf, Niesky, Nostitz, Petershain, Pfaffendorf, Purschwitz, Quolsdorf b. Hähnichen, Rothenburg/O.L., Särichen, Schlauroth, Spree, Sproitz, Stannewisch, Thiemendorf, Trebus, Uhsmannsdorf, Weigersdorf, Weißenberg, Wurschen und Zodel.
Für die Landtagswahlen 1994 wurde auch infolge der Kreisreform die Wahlkreisstruktur verändert, zudem wurde die Zahl der Wahlkreise von 80 auf 60 verringert. Das Gebiet des Wahlkreises Niesky – Görlitz, Land I – Bautzen III wurde 1994 aufgeteilt. Die Gemeinden des damaligen Kreises Bautzen wechselten in den Wahlkreis Bautzen 2. Die Gemeinden und Städte der Kreise Niesky und Görlitz-Land, nunmehr zum Niederschlesischen Oberlausitzkreis zugehörig, wurden Teil des Wahlkreises Niederschlesische Oberlausitz 2.

## Ergebnisse
Die Landtagswahl 1990 fand am 14. Oktober 1990 statt und hatte folgendes Ergebnis für den Wahlkreis Niesky – Görlitz, Land I – Bautzen III:
| Direktkandidat   | Partei (Kürzel) | Erststimmen (%) | Zweitstimmen (%) |
| ---------------- | --------------- | --------------- | ---------------- |
|                  | DA              | -               | 00,5             |
| Hartmut Ulbricht | CDU             | 59,6            | 61,5             |
|                  | Chr. L          | -               | 00,9             |
|                  | DBU             | -               | 00,7             |
|                  | DSU             | 04,8            | 04,0             |
|                  | F.D.P.          | 04,7            | 03,4             |
|                  | LL-PDS          | 09,2            | 08,7             |
|                  | NPD             | -               | 01,0             |
|                  | FORUM           | 06,3            | 04,3             |
|                  | RAP             | -               | 00,2             |
|                  | SHB             | -               | 00,1             |
|                  | SPD             | 10,9            | 14,8             |

Es waren 41.772 Personen wahlberechtigt. Die Wahlbeteiligung lag bei 74,3 %. Von den abgegebenen Stimmen waren 3,0 % ungültig. Als Direktkandidat wurde Hartmut Ulbricht (CDU) gewählt. Er erreichte 59,6 % aller gültigen Stimmen.